# Demonassa dichotoma
Demonassa dichotoma là một loài bọ cánh cứng trong họ Cerambycidae.